# 下南方村
下南方村（しもみなみがたむら）は、かつて岐阜県揖斐郡にあった村。
現在の大野町南方に該当する。
当村発足時は大野郡の所属であったが、郡の合併により揖斐郡の所属となっている。

## 歴史
- 1875年（明治8年） - 南方村を下南方村[1]に改称する。
- 1889年（明治22年）7月1日 - 町村制により下南方村が発足。
- 1897年（明治30年）4月1日[2] - 大野郡の一部と池田郡の合併により揖斐郡の村となる。
- 1897年（明治30年）4月1日 - 加納村、上磯村、郡家村、本庄村、西座倉村、下座倉村、五ノ里村、下磯村と合併し川合村が発足。同日下南方村廃止され、川合村大字南方となる。

## その他
- 「大野町誌」などの文献では「下南方村」となっているが、「角川日本地名大辞典」などの文献では下南方村への改名はなく、「南方村」とされている。